# Helmuth Johann Ludwig von Moltke
Helmuth Johann Ludwig von Moltke, (znan tudi kot Helmuth von Moltke mlajši), nemški general, * 25. maj 1848, Mecklenburg-Schwerin, † 18. junij 1916, Berlin.
Moltke je bil načelnik generalštaba nemških oboroženih sil med začetkom prve svetovne vojne (od 1906–1914).
Njegov stric, Helmuth Karl Bernhard von Moltke, je bil tudi načelnik generalštaba pruskih oboroženih sil.